# Summacanthium storki
Summacanthium storki es una especie de arañas araneomorfas de la familia Eutichuridae.

## Distribución geográfica
Es endémica del norte de Célebes (Indonesia).